# Triple Corona (ciclismo)
La triple corona, se considera como el mayor logro que puede obtener un ciclista. Aunque se utilizan varias definiciones para el término, la verdadera triple corona significa ganar el Tour de Francia, el Giro de Italia y el Mundial de ciclismo, todos el mismo año. Sin embargo, en una definición más amplia, es bastante usual y aceptado intercambiar alguna de estas competiciones por la Vuelta a España.[cita requerida] Está considerado como el título más difícil de conseguir en el ciclismo profesional de ruta.
También se utiliza el término, cuando un ciclista logra ganar las tres grandes vueltas a lo largo de su carrera profesional.
No es un título oficial y no hay premio al ciclista que lo logra.

## Ganadores de la triple corona
La verdadera triple corona (Tour, Giro y mundial), sólo la han obtenido tres corredores:
| Ciclista      | Año  | Carreras              |
| ------------- | ---- | --------------------- |
| Eddy Merckx   | 1974 | Tour + Giro + Mundial |
| Stephen Roche | 1987 | Tour + Giro + Mundial |
| Tadej Pogačar | 2024 | Tour + Giro + Mundial |

## Cerca del logro

### Dos grandes y sin mundial
Algunos ciclistas estuvieron muy cerca de ganar la triple corona, ganando dos grandes vueltas y estando en el podio o muy cerca de él en el mundial. Entre ellos, se encuentran el italiano Fausto Coppi, el francés Bernard Hinault y el español Miguel Induráin. Aunque más tarde lograra la triple corona en 1974, Merckx también estuvo cerca de conseguirla en 1972, y 1973.
| Ciclista           | Año  | Grandes vueltas | Mundial    |
| ------------------ | ---- | --------------- | ---------- |
| Fausto Coppi       | 1949 | Tour + Giro     | 3.er lugar |
| Fausto Coppi       | 1952 | Tour + Giro     | —          |
| Jacques Anquetil   | 1963 | Tour + Vuelta   | 14.º lugar |
| Jacques Anquetil   | 1964 | Tour + Giro     | 7.º lugar  |
| Eddy Merckx        | 1970 | Tour + Giro     | 29.º lugar |
| Eddy Merckx        | 1972 | Tour + Giro     | 4.º lugar  |
| Eddy Merckx        | 1973 | Giro + Vuelta   | 4.º lugar  |
| Bernard Hinault    | 1978 | Tour + Vuelta   | 5.º lugar  |
| Giovanni Battaglin | 1981 | Giro + Vuelta   | 26.º lugar |
| Bernard Hinault    | 1982 | Tour + Giro     | Abandono   |
| Bernard Hinault    | 1985 | Tour + Giro     | Abandono   |
| Miguel Induráin    | 1992 | Tour + Giro     | 6.º lugar  |
| Miguel Induráin    | 1993 | Tour + Giro     | 2.º lugar  |
| Marco Pantani      | 1998 | Tour + Giro     | —          |
| Alberto Contador   | 2008 | Giro + Vuelta   | Abandono   |
| Chris Froome       | 2017 | Tour + Vuelta   | —          |

### Una gran vuelta y mundial
Otros ciclistas han sido campeones del mundo y ganado el Tour o el Giro el mismo año, faltándoles una segunda gran vuelta. Quién más cerca estuvo de lograrlo fue Bernard Hinault en 1980, cuando ganó el Giro y se retiró del Tour de Francia por una lesión cuando era el líder de la carrera. Semanas más tarde, se coronaba campeón del mundo.
En la siguiente tabla se muestran los resultados de quienes fueron campeones del mundo, ganaron una grande y su participación en las otras dos grandes.
| Ciclista         | Campeón del mundo | Gran vuelta | Resultados en otras grandes vueltas | Resultados en otras grandes vueltas |
| ---------------- | ----------------- | ----------- | ----------------------------------- | ----------------------------------- |
| Alfredo Binda    | 1927              | Giro        | Tour: NP                            | Vuelta: ND                          |
| Georges Speicher | 1933              | Tour        | Giro: NP                            | Vuelta: ND                          |
| Fausto Coppi     | 1953              | Giro        | Tour: NP                            | Vuelta: ND                          |
| Louison Bobet    | 1954              | Tour        | Giro: NP                            | Vuelta: ND                          |
| Ercole Baldini   | 1958              | Giro        | Tour: NP                            | Vuelta: NP                          |
| Eddy Merckx      | 1971              | Tour        | Giro: NP                            | Vuelta: NP                          |
| Bernard Hinault  | 1980              | Giro        | Tour: Abandono                      | Vuelta: NP                          |
| Greg LeMond      | 1989              | Tour        | Giro: 39.º                          | Vuelta: NP                          |
| Remco Evenepoel  | 2022              | Vuelta      | Giro: NP                            | Tour: NP                            |

- NP: No participa
- ND: La Vuelta a España no se disputó esos años

## Otras interpretaciones
La verdadera Triple Corona ha sido ganada por tres ciclistas (Merckx, Roche y Pogačar). Otros cinco también la ganaron, pero en distintos años. Estos son: Fausto Coppi, Jan Janssen, Felice Gimondi, Bernard Hinault y Joop Zoetemelk. Todos ellos conquistaron un único Mundial en sus carreras deportivas, excepto Merckx. El italiano Gimondi y los neerlandeses Janssen y Zoetemelk son los únicos de todos que nunca ganaron dos Grandes Vueltas el mismo año mientras que para los neerlandeses fueron solamente dos cada uno las Grandes Vueltas Ganadas en sus carreras profesionales.
Otros casos son los de Alfredo Binda, quién ganó cinco Giro de Italia y tres Mundiales, y Greg LeMond, quién ganó tres Tour de Francia y dos Mundiales.

### Tres grandes en el mismo año
Ganar las tres grandes vueltas el mismo año, también se considera una triple corona. No obstante, esto no lo ha logrado ningún ciclista y sería considerablemente más complicado que ganar el mundial y dos grandes vueltas.
Eddy Merckx, ganó 4 grandes vueltas consecutivas entre 1972 y 1973 (Giro 1972, Tour 1972, Vuelta 1973 y Giro 1973) y Bernard Hinault ganó 3 consecutivas entre 1982 y 1983 (Giro 1982, Tour 1982 y Vuelta 1983), al igual que Christopher Froome entre 2017 y 2018 (Tour 2017, Vuelta 2017 y Giro 2018). El pionero en este hito fue Fausto Coppi, quien ganó Giro 1952, Tour 1952 y Giro 1953. Sin embargo, no se considera triple corona al ser en diferentes temporadas (no se celebró la Vuelta a España en esos años).

### Tres grandes en distintos años
Otra interpretación del término consiste en ganar las tres grandes vueltas a lo largo de la carrera profesional. Este hecho sí se ha logrado en varias oportunidades, siendo siete los ciclistas que lo han conseguido:
| Ciclista         | Tour de Francia              | Vuelta a España  | Giro de Italia               |
| ---------------- | ---------------------------- | ---------------- | ---------------------------- |
| Jacques Anquetil | 1957, 1961, 1962, 1963, 1964 | 1963             | 1960, 1964                   |
| Felice Gimondi   | 1965                         | 1968             | 1967, 1969, 1976             |
| Eddy Merckx      | 1969, 1970, 1971, 1972, 1974 | 1973             | 1968, 1970, 1972, 1973, 1974 |
| Bernard Hinault  | 1978, 1979, 1981, 1982, 1985 | 1978, 1983       | 1980, 1982, 1985             |
| Alberto Contador | 2007, 2009                   | 2008, 2012, 2014 | 2008, 2015                   |
| Vincenzo Nibali  | 2014                         | 2010             | 2013, 2016                   |
| Chris Froome     | 2013, 2015, 2016, 2017       | 2011, 2017       | 2018                         |

- Nota: en negrita, carrera con la que conquistaron la triple corona.

- Nota: Hinault y Contador son los únicos ciclistas en haber conquistado cada Gran Vuelta en, al menos, dos ocasiones.

## Femenino
- El Tour de Francia Femenino se disputó en 1955 y de 1984 a 1989. Desde 1990 hasta 1993 se disputó el Tour de la CEE Femenino. Desde 1992 hasta 1997 se disputó el Tour Cycliste Féminin. Del 1998 hasta 2000 y del 2007 hasta 2009 se disputó la Grande Boucle. Como excepción, tanto en 1992 como en 1993 se disputaron el Tour de la CEE y el Tour Cycliste Féminin.

- El Tour de Francia Femenino comenzó en 2022. El Tour de l'Aude se disputó de 1985 a 2010. El Giro de Italia Femenino se disputa desde 1988. La Vuelta a España Femenina se disputa desde 2022.

### Tres grandes en el mismo año
| Ciclista             | Tour de Francia | Tour de l'Aude | Giro de Italia | Vuelta a España |
| -------------------- | --------------- | -------------- | -------------- | --------------- |
| Catherine Marsal     | 1990            | 1990           | 1990           | X               |
| Annemiek van Vleuten | 2022            | X              | 2022           | 2022            |

- Catherine Marsal también ganó el Campeonato Mundial de Ciclismo en Ruta de 1990.

- Annemiek van Vleuten también ganó el Campeonato Mundial de Ciclismo en Ruta de 2022.[13][14]

### Tres grandes en distintos años
| Ciclista             | Tour de Francia  | Tour de l'Aude | Giro de Italia               | Vuelta a España |
| -------------------- | ---------------- | -------------- | ---------------------------- | --------------- |
| Maria Canins         | 1985, 1986       | 1987           | 1988                         | X               |
| Catherine Marsal     | 1990             | 1990, 1994     | 1990                         | X               |
| Fabiana Luperini     | 1995, 1996, 1997 | 1998           | 1995, 1996, 1997, 1998, 2008 | X               |
| Annemiek van Vleuten | 2022             | X              | 2018, 2019, 2022, 2023       | 2022, 2023      |

- Nota: en negrita, carrera con la que conquistaron la triple corona.

### Dos grandes y sin mundial
| Ciclista             | Año  | Grandes vueltas                        | Mundial     |
| -------------------- | ---- | -------------------------------------- | ----------- |
| Jeannie Longo        | 1988 | Grande Boucle + Tour de l'Aude         | 21.er lugar |
| Leontien van Moorsel | 1992 | Tour de la CEE + Tour Cycliste Féminin | 23.er lugar |
| Fabiana Luperini     | 1995 | Giro de Italia + Tour Cycliste Féminin | ?           |
| Fabiana Luperini     | 1996 | Giro de Italia + Tour Cycliste Féminin | ?           |
| Fabiana Luperini     | 1997 | Giro de Italia + Tour Cycliste Féminin | 51.er lugar |
| Joane Somarriba      | 2000 | Giro de Italia + Grande Boucle         | ?           |
| Annemiek van Vleuten | 2023 | Giro de Italia + Vuelta a España       | 8.º lugar   |

### Una gran vuelta y mundial
| Ciclista             | Campeona del mundo | Gran vuelta           | Resultados en otras grandes vueltas | Resultados en otras grandes vueltas | Resultados en otras grandes vueltas |
| -------------------- | ------------------ | --------------------- | ----------------------------------- | ----------------------------------- | ----------------------------------- |
| Jeannie Longo        | 1987               | Grande Boucle         | Tour de l'Aude: 3.ª                 | Giro: ND                            |                                     |
| Jeannie Longo        | 1989               | Grande Boucle         | Tour de l'Aude: NP                  | Giro: NP                            |                                     |
| Leontien van Moorsel | 1993               | Tour Cycliste Féminin | Tour de l'Aude: 2.ª                 | Giro: NP                            | Tour de la CEE: 2.ª                 |

- En 1993, excepcionalmente, se disputaron cuatro Grandes Vueltas.
- NP: No participa
- ND: El Giro de Italia no se disputó esos años

## Mundial en tres disciplinas diferentes
En 2008, Marianne Vos consiguió imponerse en el Mundial de Ciclismo en Pista (puntuación), convirtiéndose en la primera ciclista en ser campeona mundial en tres disciplinas diferentes.
En 2015, Pauline Ferrand-Prévot igualó la gesta imponiéndose en el Mundial de Ciclismo de Montaña (distancia olímpica). En 2022, la francesa superó a la neerlandesa imponiéndose en el Mundial de Ciclismo en Grava. 
En 2024, Vos se impuso en el Mundial de Ciclismo en Grava para volver a igualar a Ferrand-Prévot con títulos mundiales en cuatro disciplinas diferentes. En total, la neerlandesa ganó tres Mundiales en Ruta, ocho Mundiales de Ciclocrós, dos Mundiales en Pista (uno en Puntuación y otro Scratch), así como un Mundial en Grava.
En total, la francesa ganó un Mundial en Ruta, un Mundial de Ciclocrós, nueve Mundiales de Montaña (cinco en distancia olímpica, dos en distancia corta y otros dos maratón), así como un Mundial en Grava.
En ciclismo masculino Mathieu van der Poel, con su victoria en el Mundial en Grava 2024, se convirtió en el primero en convertirse en campeón mundial en tres disciplinas diferentes. En total, el neerlandés ganó siete Mundiales de Ciclocrós, un Mundial en Ruta y un Mundial en Grava.
Por otro lado, Thomas Pidcock, quien ha logrado un Mundial de Ciclocrós en 2022 y dos Mundiales de Montaña, uno en distancia olímpica en 2023 y otro en bicicleta eléctrica en 2020, también podría considerarse campeón en tres disciplinas diferentes.